# Warmtefrontgolf
Een warmtefrontgolf is een  secundaire depressie. Golven in een front doen zich voornamelijk voor bij koufronten en stationaire fronten. Bij warmtefronten komt dit veel minder voor en dan voornamelijk als het front zich vrijwel niet meer verplaatst doordat het evenwijdig ligt aan een brede krachtige bovenstroming. De golf verwijdert zich van de depressie waar het front toe behoort, doordat het de bovenstroming volgt. Warmtefrontgolven worden over het algemeen geen grote depressies, maar er is wel hevige neerslag.